# (256797) Benbow
(256797) Benbow – planetoida pasa głównego. Została odkryta 9 lutego 2008 przez Juana Lacruz. (256797) Benbow okrąża Słońce w ciągu 3,52 roku w średniej odległości 2,31 j.a.
Planetoidzie tej nadano nazwę pochodzącą od tawerny Jima Hawkinsa (Admiral Benbow) w powieści Roberta Louisa Stevensona "Wyspa skarbów".
Planetoida ta nosiła wcześniej tymczasowe oznaczenie 2008 CA70.